# Повіт Ніва
Пові́т Ні́ва (яп. 丹羽郡, にわぐん, МФА: [ɲiwa guɴ]) — повіт в Японії, в префектурі Айті.